# جيانلوكا دي جينارو
جيانلوكا دي جينارو (بالإيطالية: Gianluca Di Gennaro)‏ هو لاعب كرة قدم إيطالي في مركز حراسة المرمى، ولد في 11 فبراير 1987 في سان فيليس كانسيلو في إيطاليا. لعب مع نادي بيلينزونا ونادي سامبدوريا ونادي لوميتساني.